# District de Tours
Le district de Tours est une ancienne division territoriale française du département d'Indre-et-Loire de 1790 à 1795.

## Composition
Il était composé des cantons de Tours, Ballan, Cormery, Luynes, Montbazon, Mont Loire, Saint Christophe et Vouvray.

## District urbain de 1959 à 1965
La naissance du phénomène de l'intercommunalité en France (ordonnance du 5 janvier 1959) prend la forme à Tours d'un district urbain de 1959 et jusqu'en 1965. Le district comprend les communes de La Riche, Saint-Cyr-sur-Loire, Saint-Symphorien, Sainte-Radegonde-en-Touraine, Saint-Pierre-des-Corps, Saint-Avertin, Joué-lès-Tours et Chambray-lès-Tours. 
L'annonce politique de la formation du district de Tours fut la première en France. Toutefois dans les textes officiels, l'agglomération de Tours est le deuxième territoire de France organisé sous la forme d'un district. Cette mise en place se fit par voie d'autorité, c'est-à-dire par la volonté unique du Préfet d'Indre-et-Loire et donc sans les avis des communes concernées. 
Cette tentative d'intercommunalité est un échec certain qui trouve sa principale raison dans la résistance importante et farouche des municipalités locales qui refusent l'expérience d'une gouvernance commune. Ici s'explique en partie, le retard de l'agglomération de Tours dans l'expérience intercommunale. 

## Galerie

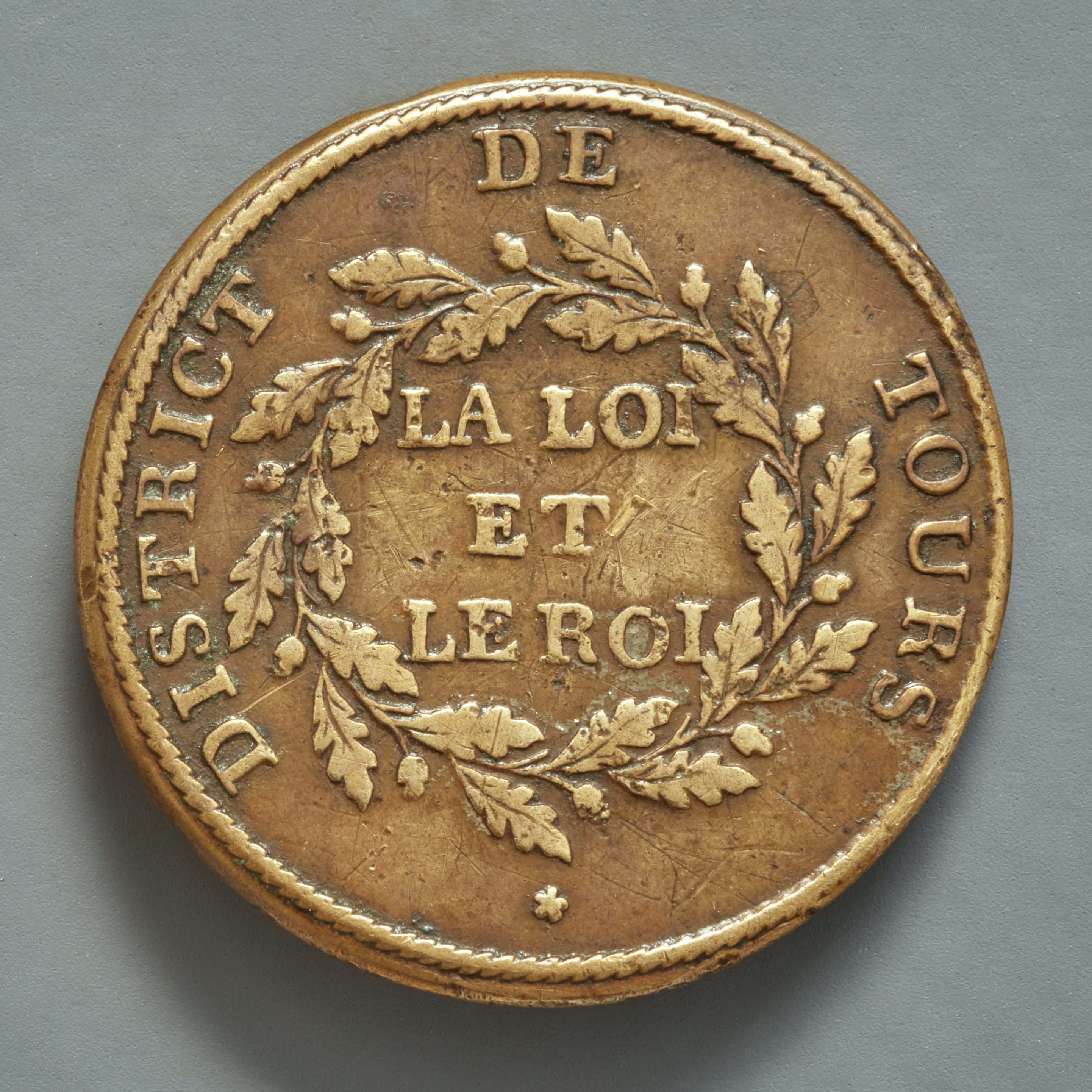
Bouton (musée Carnavalet)